# Voleibol feminino do Fluminense Football Club
A modalidade de Voleibol feminino do Fluminense Football Club é uma das mais vitoriosas do Vôlei no Brasil, hexacampeão sul-Americano e bicampeão brasileiro, são os seus títulos mais destacados, com o clube tendo se sagrado campeão carioca pela primeira vez em 1941.
Suas equipes disputaram o Campeonato Brasileiro desde a década de 70, além de várias edições da Campeonato Brasileiro de Clubes de Voleibol Feminino, desativando o voleibol feminino em 1984 antes da criação da Superliga Brasileira de Voleibol Feminino, conquistando vários títulos na até o ano mencionado. De 1994 a 1997 e de 2012 a 2013, remontou a equipe feminina de voleibol, mas apenas para as disputas do Campeonato Carioca.
O clube sediou o Campeonato Sul Americano de 1951, sagrando-se campeão. Atletas importantes que já passaram pelo clube, incluem Helenize de Freitas, Dulce Thompson, Célia Garritano, Regina Uchôa, Mônica Rodrigues, Michelle Pavão, Monique Pavão, Luiza Ungerer,  Marcela Felinto, Verônica Brito, Daniele Fagundes, Marcela Correa, Renata Trevisan, Fernanda Berti e Flávia. O clube também teve técnicos notórios, como: Abel Martins, Hélio Grynner,  Marcos Lerbach, Ricardo Tabachi, Neri Tambero, Antônio Leão, Jorge Ajus, Jorjão, Marcos Freitas, Maurício Malta, Gil Carneiro de Mendonça e Bené.
Após muitos anos voltou a investir no time adulto feminino e em 2016 disputou a Superliga Brasileira B, encerrando com o vice-campeonato, não conseguindo a promoção direta a Superliga Brasileira A, mas foi qualificado para disputar a repescagem através da edição do Torneio Seletivo Superliga Brasileira A 2016, no qual venceu todos os jogos e conquistou a promoção para disputar a Superliga Brasileira de 2016-17, marcando seu retorno a elite do voleibol nacional.

## Títulos
| Continentais            | Continentais                            | Continentais | Continentais |
|                         | Competição                              | Títulos      | Temporadas |
| ----------------------- | --------------------------------------- | ------------ | --- |
|                         | Campeonato Sul-Americano                | 6            | 1971, 1972, 1977, 1978, 1979 e 1980 |
|                         |                                         |              | |
| Nacionais               |                                         |              | |
|                         | Competição                              | Títulos      | Temporadas |
| Brasil                  | Campeonato Brasileiro                   | 2            | 1976 e 1981 |
|                         |                                         |              | |
| Estaduais               |                                         |              | |
|                         | Competição                              | Títulos      | Temporadas |
| Rio de Janeiro          | Campeonato Carioca                      | 29           | 1941, 1942, 1953, 1956, 1957, 1958, 1959, 1960, 1961, 1962, 1963, 1967, 1968, 1969, 1970, 1971, 1972, 1973, 1974, 1975, 1976, 1977, 1980, 1982, 1983, 1994, 1997, 2016 e 2024 |
| Rio de Janeiro          | Torneio Início                          | 3            | 1941, 1942 e 1951 |
|                         |                                         |              | |
| Torneios Internacionais |                                         |              | |
|                         | Competição                              | Títulos      | Temporadas |
| Rio de Janeiro          | Torneio Internacional do Rio de Janeiro | 1            | 1952 |